# Cold Waves
Cold waves (titlu românesc: Război pe calea undelor) este un lungmetraj documentar despre secția română a postului Radio Europa Liberă, despre propagandă și terorism în timpul Războiului Rece, „o neasemuită poveste de dragoste și ură țesută în jurul a ceva ce nu poți vedea, atinge sau cântări: undele radio”

## Context
În anii '70-'80, Radio Europa Liberă era supapa de evacuare a nemulțumirilor și confidentul a milioane de români.
„Se așeza omul seara în fața aparatului de radio, îl deschidea și apoi intra într-o relație intimă cu vocile care spuneau la microfon ceea ce ei doar îndrăzneau să gândească ”—Nestor Rateș, fost director Radio Europa Liberă
Documentarul Război pe calea undelor vorbește despre postul de radio Europa Liberă, „singurul care spunea adevărul într-o lume falsificată de propagandă”.
Dacă pentru milioanele de ascultători Europa Liberă reprezenta vocea care le făcea auzite nemulțumirile, pentru regimul comunist postul de radio era un dușman care trebuia redus la tăcere:
„E ciudat ce importanță au acordat autoritățile din România acestui post de radio, dar îl vedeau ca pe principalul lor inamic”—Alexandru Solomon
„N-aveam nici o putere în afară de microfon. - Mare putere !”—Monica Lovinescu
Protagoniștii acestei povești se confruntă din nou în Cold Waves: oamenii de la radio cu vocile lor, teroriști, ascultători din popor ca și securiști sau secretari de partid; români, germani, americani, francezi și de alte naționalități. „Lumea s-a schimbat, alte războaie sunt la ordinea zilei. Dar dacă ascultăm cu atenție vocile trecutului, s-ar putea să înțelegem ce se petrece sub ochii noștri”.

## Date tehnice
Război pe calea undelor, România, 2007, film documentar, regizor: Alexandru Solomon, distribuit de Odeon Films . Din distribuție: Monica Lovinescu, Ioana Măgură-Bernard, Mary Georgescu, Șerban Orescu, Nestor Ratesh, Emil Hurezeanu, Neculai Constantin Munteanu și Andrei Voiculescu. Premiera filmului Război pe calea undelor a avut loc la 29 noiembrie 2007 în București. În cinematografe, din 30 noiembrie 2007. Filmul a fost difuzat și într-o miniserie de trei episoade a câte 52 de minute, în zilele de 6, 13 și 20 martie 2007 la TVR.